# Wurzen
Wurzen (górnołuż. Worcyn, pol. hist. Wurcin) – miasto w Niemczech, w kraju związkowym Saksonia, w okręgu administracyjnym Lipsk, w powiecie Lipsk (do 31 lipca 2008 w powiecie Muldental). W 2014 miasto liczyło 16 327 mieszkańców.

## Geografia
Wurzen leży nad rzeką Mulda, ok. 25 km na wschód od Lipska.

## Historia

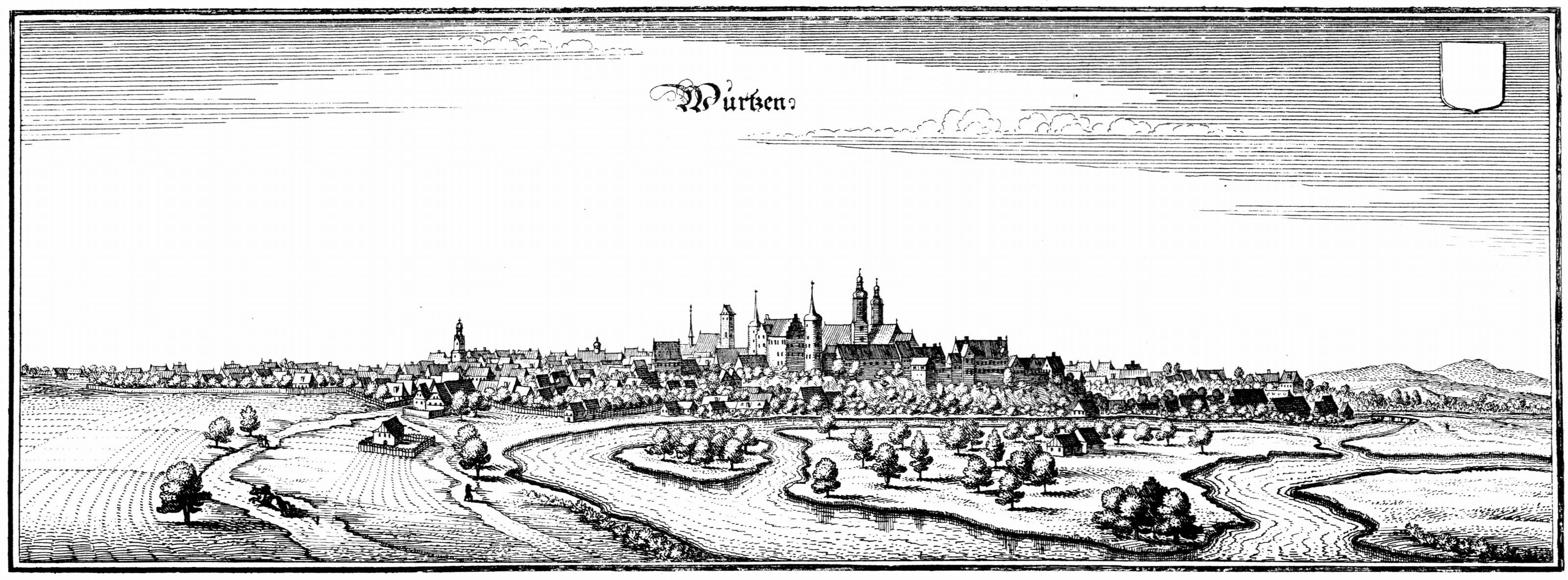
Wurcin w XVII wieku

Pierwotnie osada słowiańska, w 929 zbudowano zamek warowny będący potem wielowiekową siedzibą biskupów Miśni. Początek budowy katedry w 1114. W 1581 Wurcin trafił w ręce książąt z elektorskiej albertyńskiej linii Wettynów. W trakcie wojny trzydziestoletniej w 1637 miasto zostało splądrowane i niemal doszczętnie spalone przez Szwedów. W latach 1697–1706 i 1709-1763 leżało w granicach unijnego państwa polsko-saskiego. O polsko-saskiej przeszłości miasta przypominają dziś Brama Pocztowa i słup dystansowy poczty polsko-saskiej, ozdobione herbami Polski i Saksonii. Od 1806 roku część Królestwa Saksonii, połączonego w latach 1807-1815 unią z Księstwem Warszawskim. W latach 30. XIX wieku Wurzen uzyskał połączenie kolejowe z Dreznem i Lipskiem. W 1871 został częścią zjednoczonych Niemiec. W 1945 trafił do radzieckiej strefy okupacyjnej Niemiec, z której w 1949 utworzono NRD. Od 1990 przynależy do Wolnego Kraju Saksonii i Republiki Federalnej Niemiec.

## Zabytki
- Zamek Wurzen
- Katedra luterańska
- Kościół luterański pw. św. Wacława
- Brama Pocztowa z herbami Polski i Saksonii z 1734 r.
- Słup dystansowy poczty polsko-saskiej z herbami Polski i Saksonii z 1724 r.
- Kościół luterański w dzielnicy Sachsendorf
- Pomnik ofiar plagi dżumy z 1607
- Kościół katolicki pw. Najświętszego Serca Jezusa

## Demografia
| Rok  | Populacja |
| ---- | --------- |
| 1875 | 7.273     |
| 1880 | 8.042     |
| 1890 | 14.635    |
| 1925 | 18.286    |
| 1933 | 18.961    |
| 1939 | 18.483    |
| 1950 | 26.456    |
| 1960 | 23.523    |
| 1971 | 24.228    |

| Rok  | Populacja |
| ---- | --------- |
| 1981 | 19.281    |
| 1988 | 19.421    |
| 1995 | 20.276    |
| 2001 | 18.702    |
| 2009 | 16.959    |
| 2011 | 16.928    |
| 2012 | 16.521    |
| 2013 | 16.356    |
| 2014 | 16.327    |

## Współpraca
Miejscowości partnerskie:
- Bad Emstal, Hesja (kontakty utrzymuje dzielnica Kühren-Burkartshain)
- Barsinghausen, Dolna Saksonia
- Tamási, Węgry
- Warstein, Nadrenia Północna-Westfalia

## Ludzie urodzeni w Wurzen
- Joachim Ringelnatz – niemiecki poeta, karykaturzysta, rysownik i malarz
- Otto Thierack – niemiecki prawnik

## Galeria

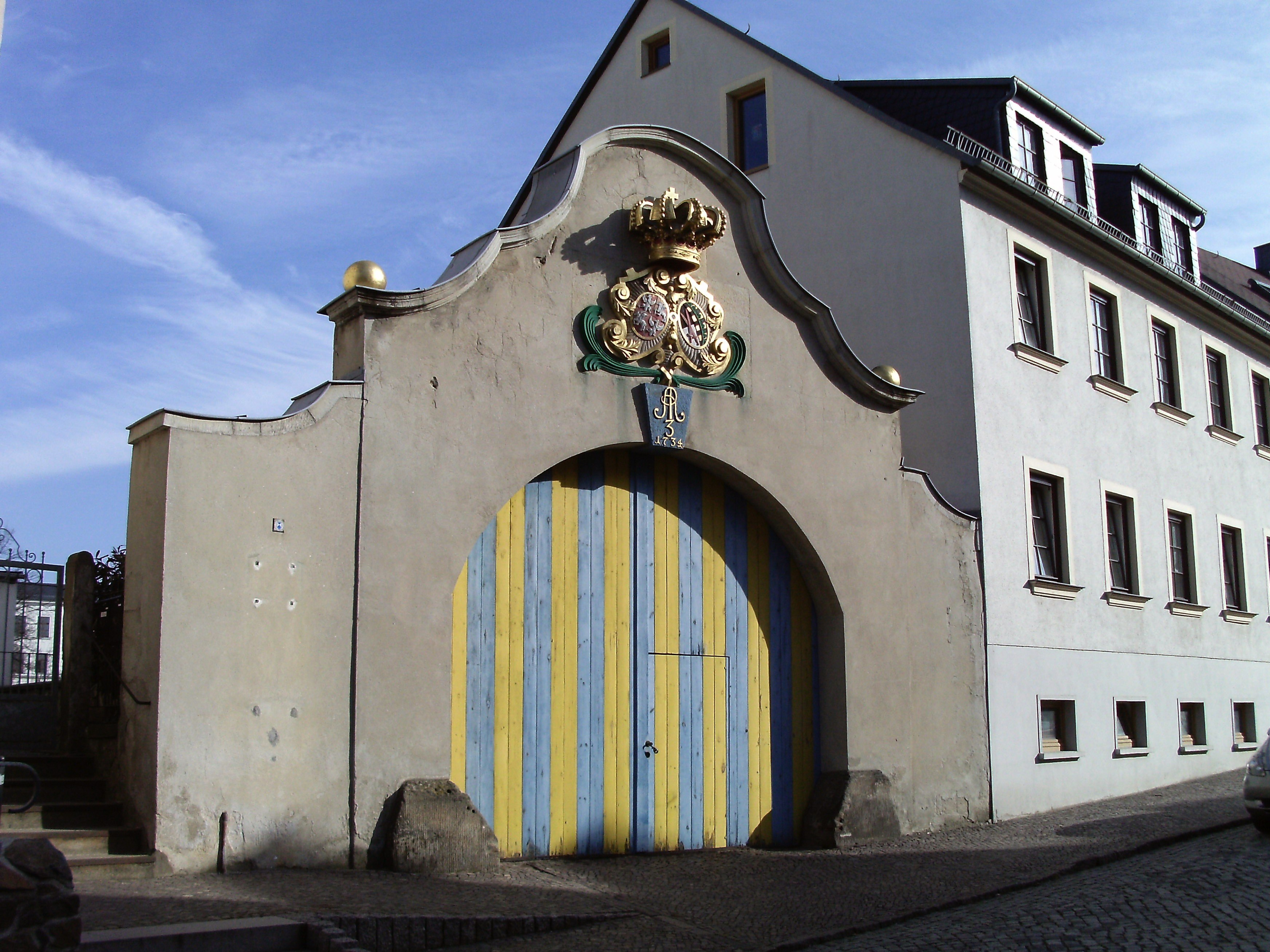
Brama Pocztowa z herbami Polski i Saksonii
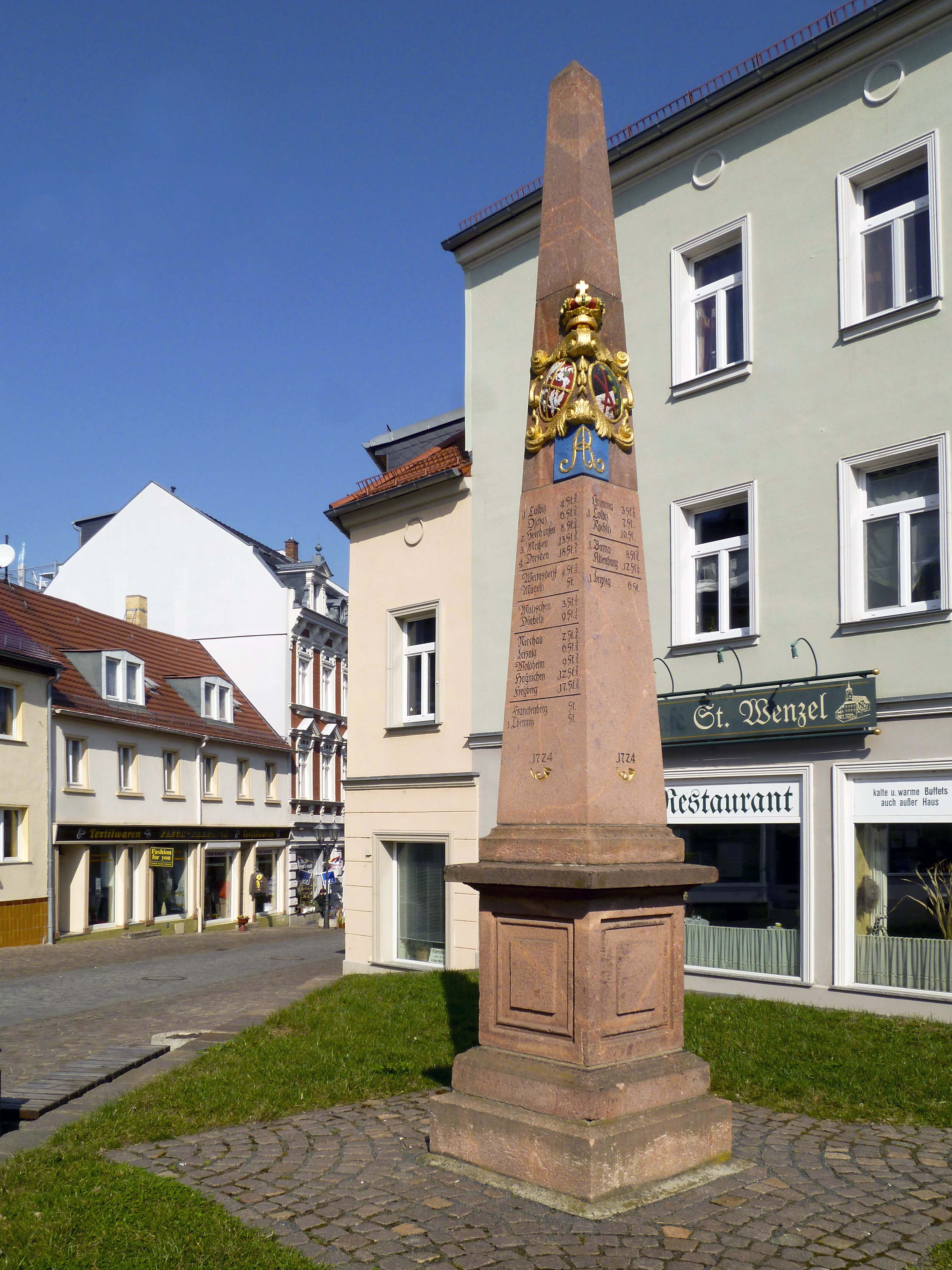
Słup dystansowy poczty polsko-saskiej
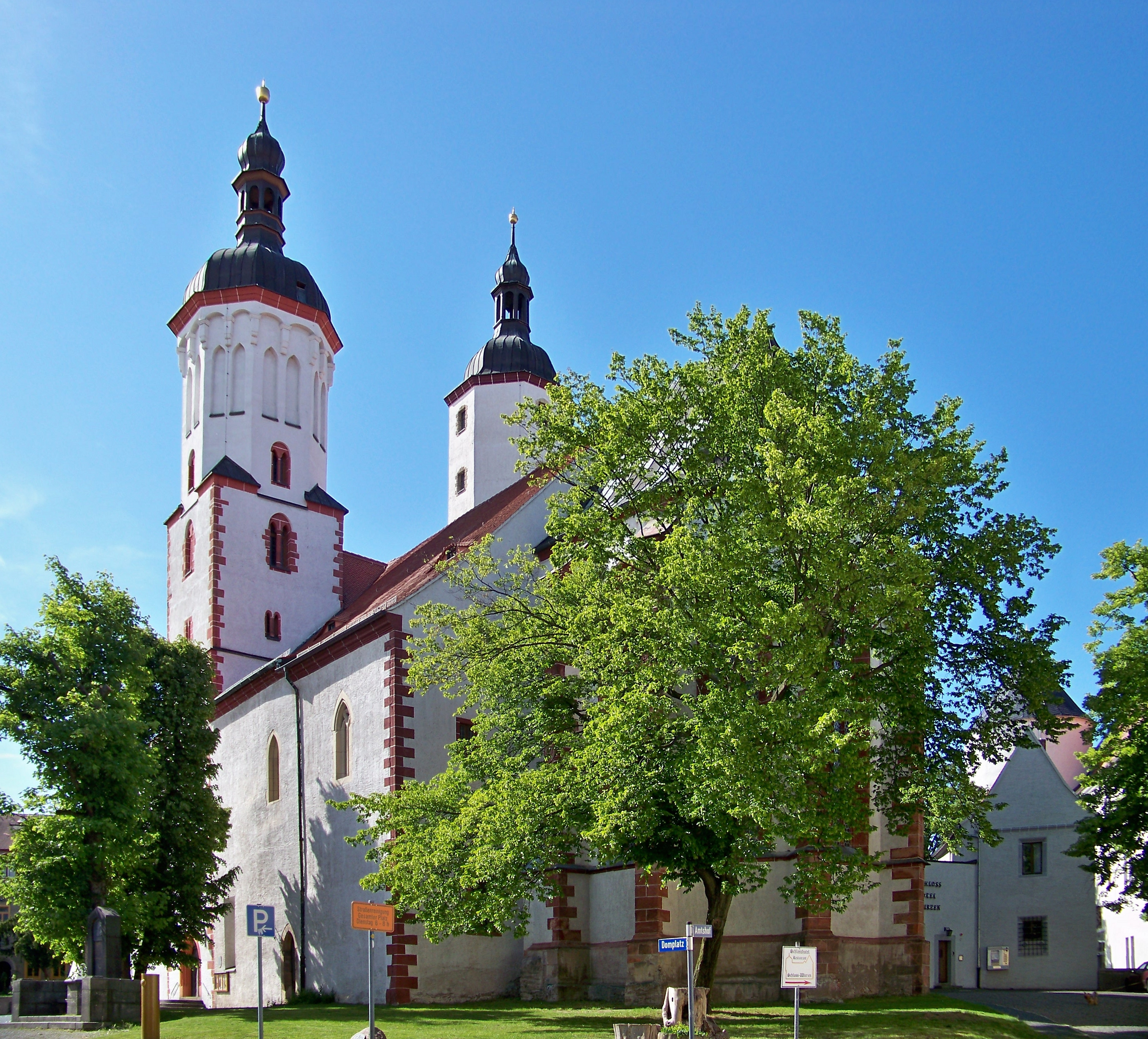
Katedra
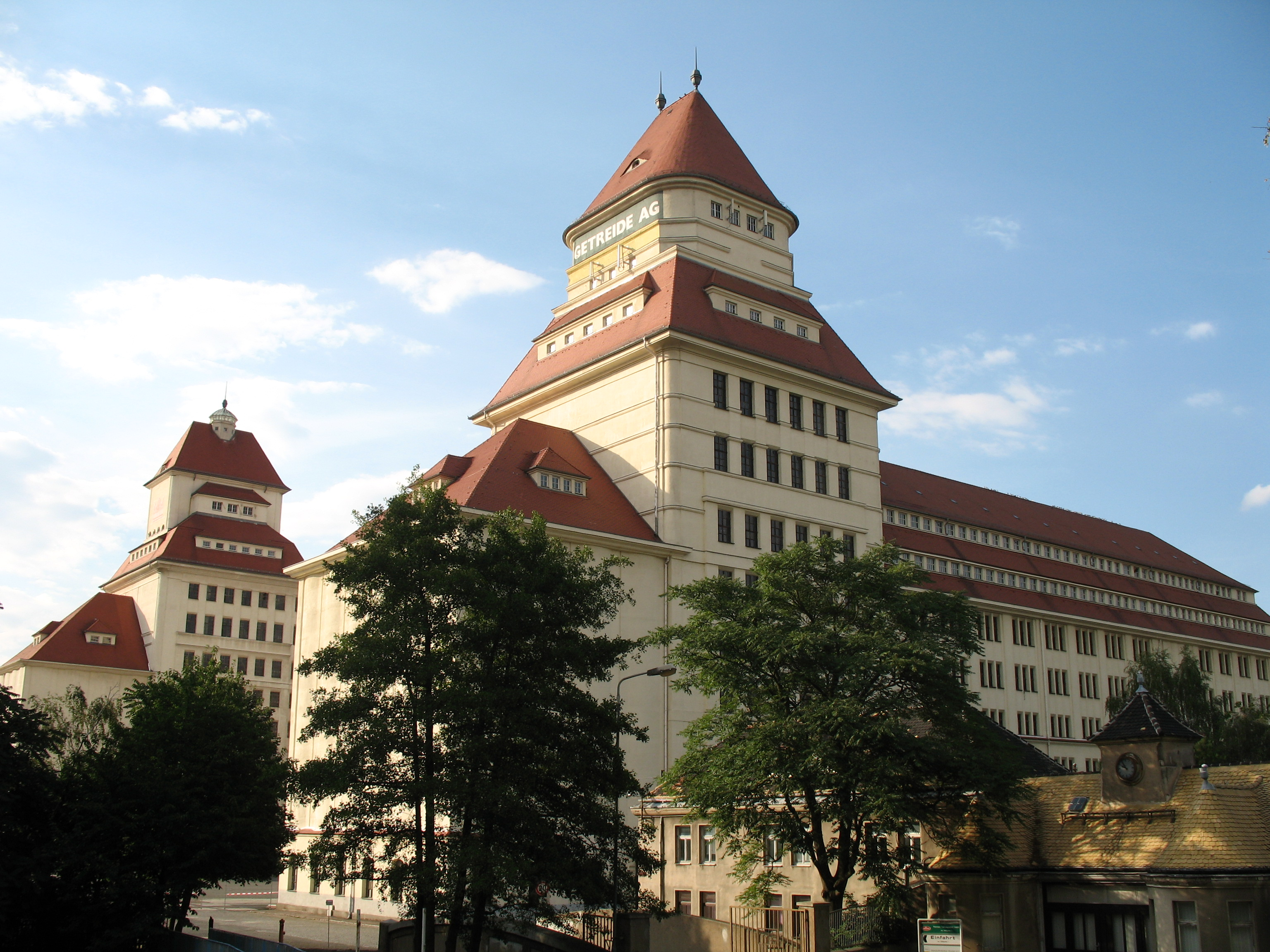
Zakłady młynarskie
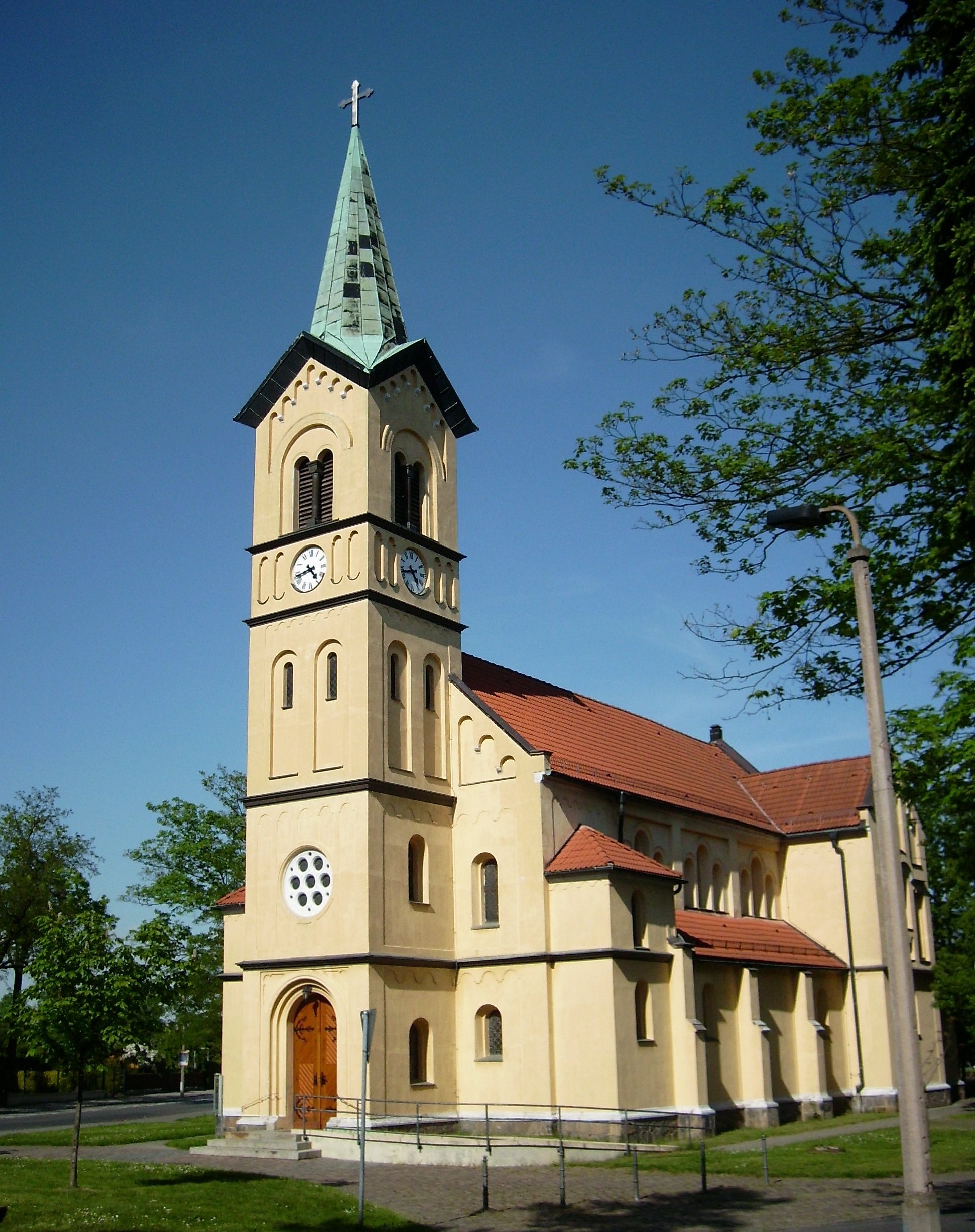
Kościół Najświętszego Serca Jezusa
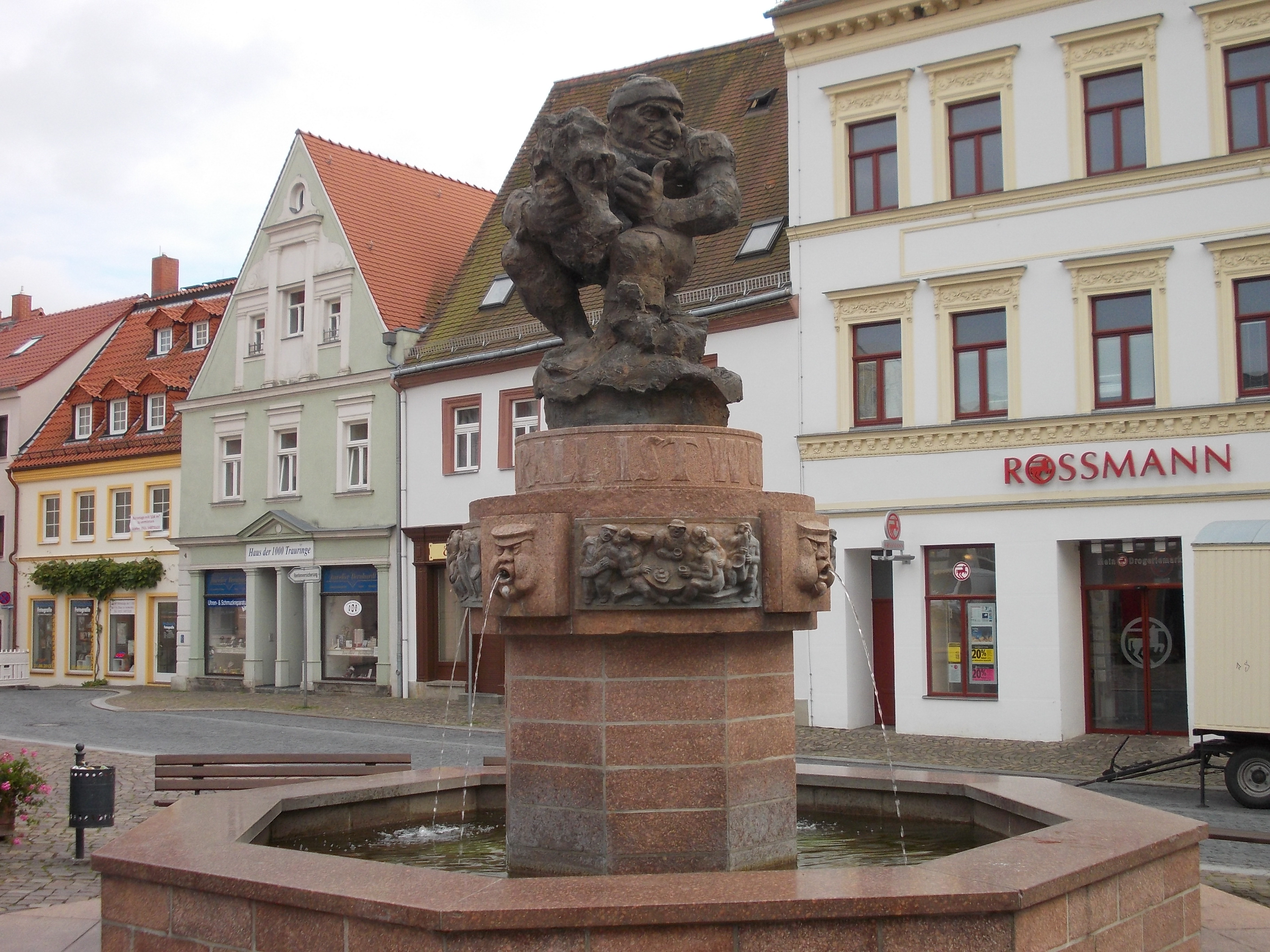
Fontanna na Rynku
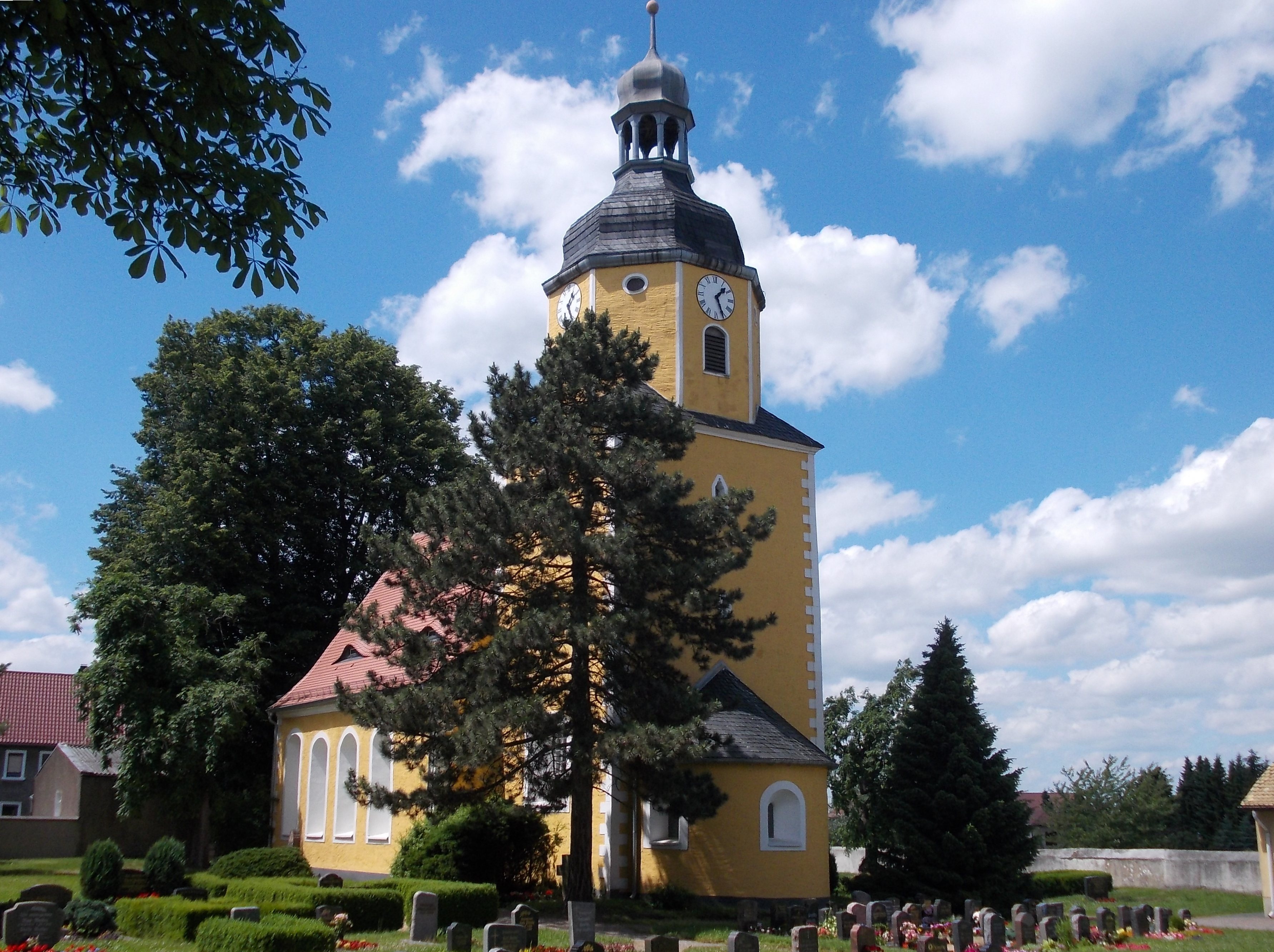
Kościół w Sachsendorf
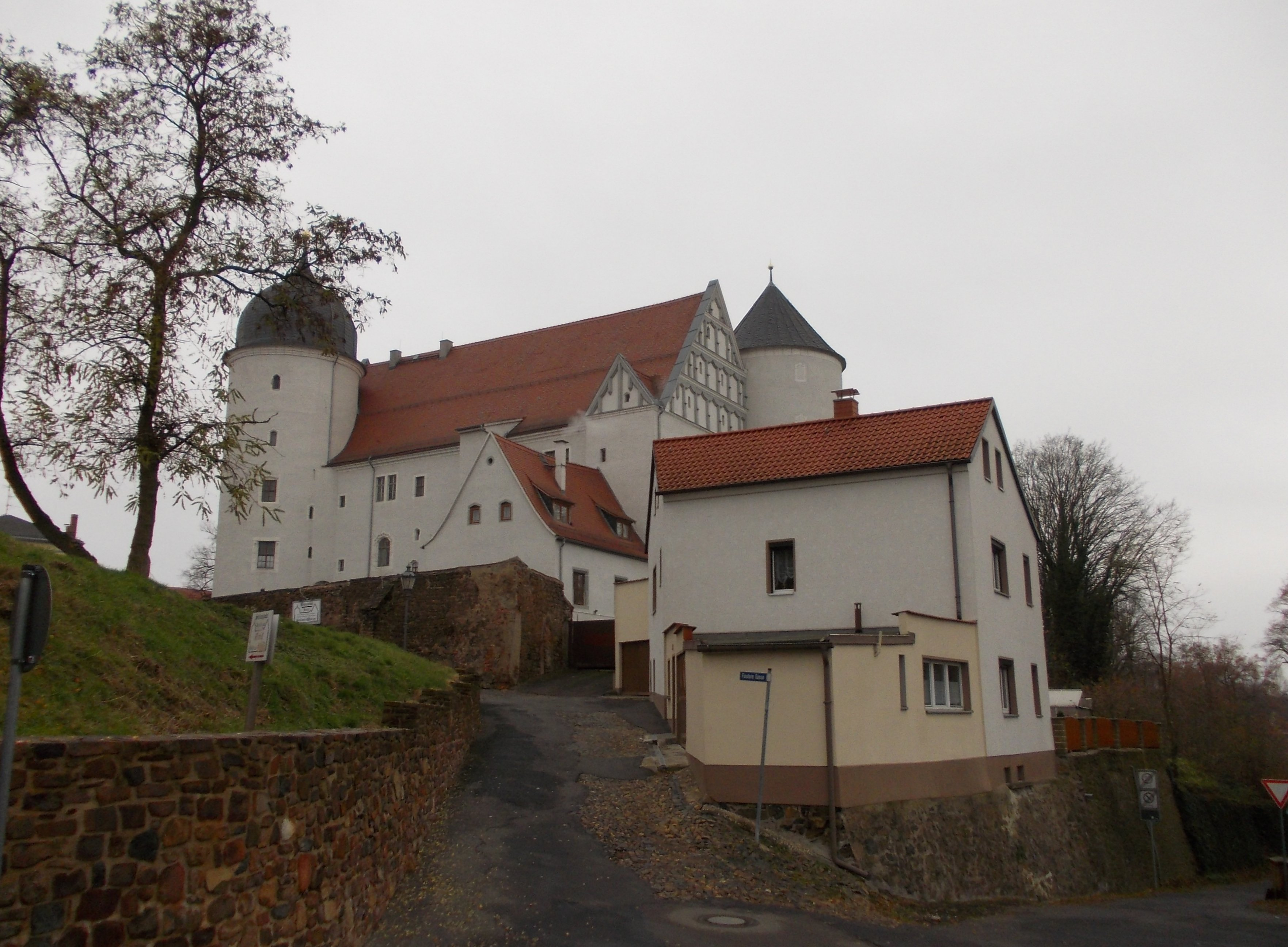
Zamek
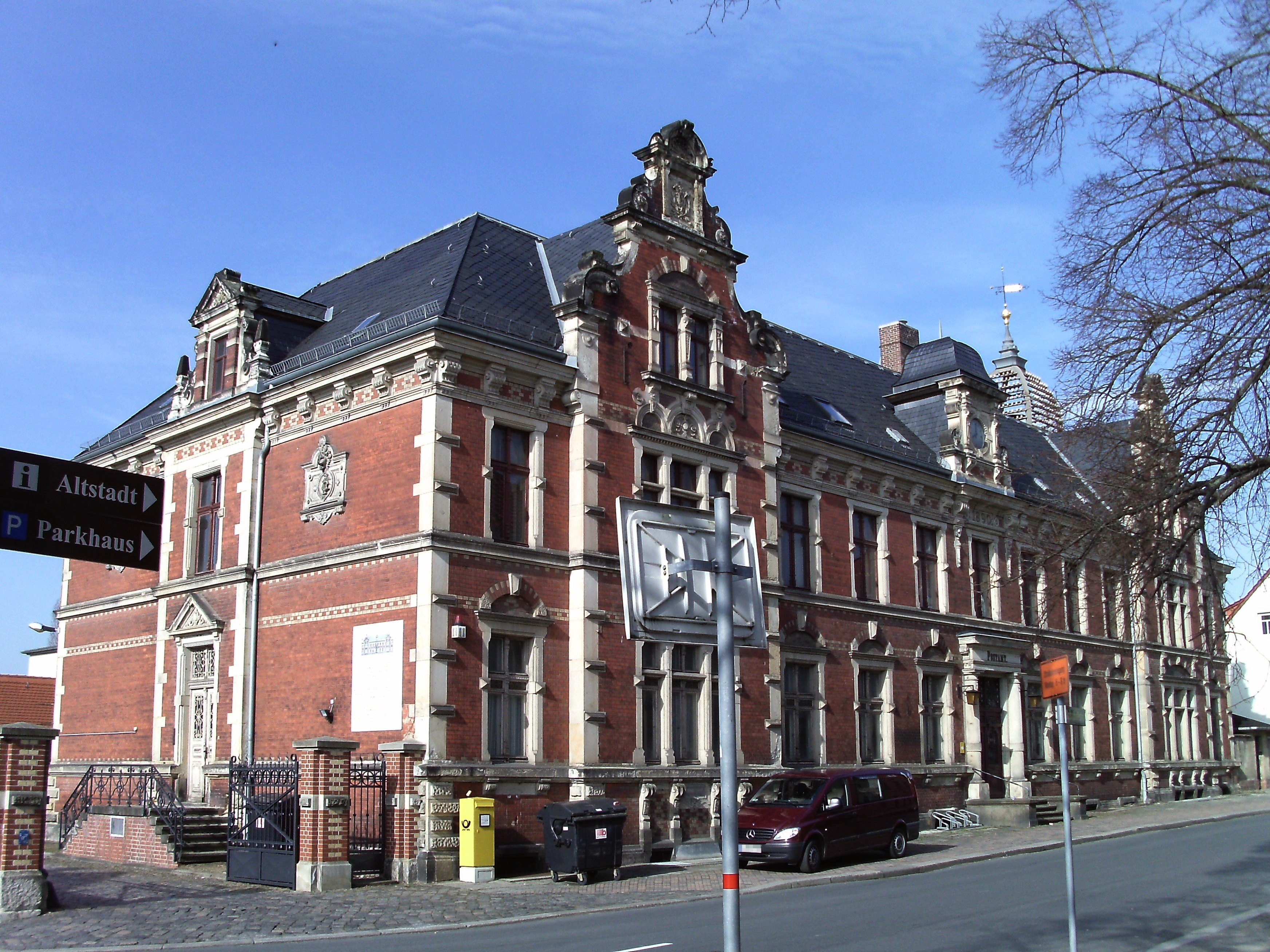
Gmach poczty
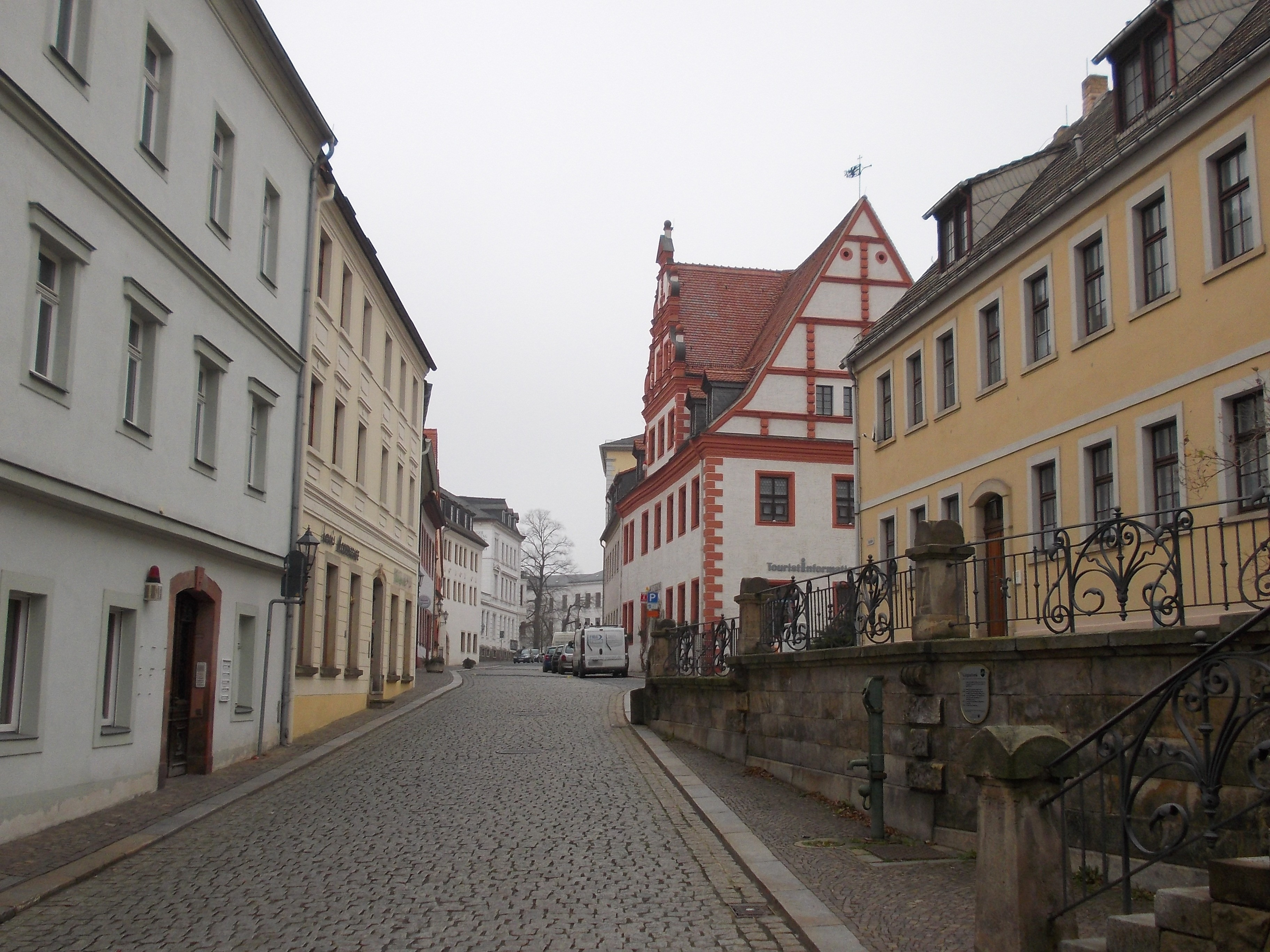
Ulica Katedralna (Domgasse)